# Oz Blayzer
Oz Blayzer (en hébreu : עוז בלייזר), né le 29 décembre 1992 à Tibériade en Israël, est un joueur israélien de basket-ball. Il évolue au poste d'ailier fort.

## Carrière
En août 2020, Blayzer rejoint le Maccabi Tel-Aviv avec un contrat pour une saison. Il reste une saison de plus au Maccabi Tel-Aviv.
En juin 2022, Blayzer s'engage pour deux saisons avec l'Hapoël Jérusalem.

## Palmarès
- Vainqueur de la Coupe d'Israël 2019[1]
- Champion d'Israël 2021